# Glenn Gronkowski
Pour les articles homonymes, voir Gronkowski.
(en) Statistiques sur pro-football-reference
Glenn Gronkowski, né le 25 mars 1993 à Buffalo dans l'État de New York, est un joueur américain de football américain évoluant au poste de fullback.

## Biographie
Non sélectionné lors de la draft 2016 de la NFL, il signe avec les Bills de Buffalo dans les jours suivant la draft. Il est conservé dans l'effectif des Bills pour la saison 2016 mais est relâché le 12 septembre 2016. Moins d'un mois plus tard, il rejoint son frère Rob Gronkowski aux Patriots de la Nouvelle-Angleterre, où il entre et sort régulièrement de l'équipe d'entraînement. Membre de l'effectif, il remporte le Super Bowl LI même s'il n'est pas actif.
L'un de ses aïeuls est le cycliste Ignatius Gronkowski.